# Enric Argelich i Sais
Enric Argelich i Sais (la Bisbal d'Empordà, 2 d'octubre de 1913 - Barcelona, 28 de novembre de 1979) fou un intèrpret de fiscorn i compositor de sardanes. Durant la repressió franquista, el 1940 fou empresonat a Girona. Fou instrumentista de fiscorn a La Principal de Badalona als anys 50.